# Cordilheira Darwin
A cordilheira Darwin é uma extensa cordilheira dos Andes localizado no Parque Nacional Alberto de Agostini na região de Magalhães e Antártica Chilena, Chile. Seu ponto mais alto fica no monte Shipton a 2469 metros de altitude.

## Principais picos
- Monte Shipton
- Monte Darwin
- Monte Sarminto
- Monte Italia
- Monte Bove
- Monte Roncagli
- Monte Luis de Saboya
- Monte Della Vedova
- Monte Buckland